# Fehim bej Zavalani
Fehim bej Zavalani (ur. 1859, zm. 1935) – albański działacz niepodległościowy i dziennikarz.

## Życiorys
W 1879 roku wyjechał na studia do Stambułu, a dwa lata później zamieszkał w Korczy.
W roku 1905 lub 1906, wraz z Gjergjim Qiriazim i Bajo Topullim założył w Bitoli Tajny Komitet Wyzwolenia Albanii (alb. Komiteti i fshehtë për lirinë e Shqipërisë). Uważał, że w celu osiągnięcia niepodległości przez Albanię, należy dążyć do walki zbrojnej. Gdy władze tureckie dowiedziały się o działaniu tej organizacji, po kilku miesiącach rozwiązały ją, a jej organizatorów, z wyjątkiem Fehima Zavalaniego, wydaliły z Bitoli.
Zavalani założył także organizację Bashkimi i został redaktorem naczelnym gazety organizacji Bashkimi i Kombit. Gdy gazeta opublikowała artykuł prezentujący relację naocznego świadka zbrodni dokonanej przez wojsko osmańskie w północnej Albanii, władze osmańskie aresztowały Zavalaniego i wszystkich redaktorów gazety Bashkimi i Kombit.

## Życie prywatne
Jego żoną była Qerime Frashëri, z którą miał syna Tajara.